# Agustín Garzón
Agustín Ignacio Garzón (Buenos Aires, 10 de octubre de 1976) es un abogado y político argentino. Entre el 23 de diciembre de 2015 y el 4 de enero de 2016 se desempeñó como titular de la Autoridad Federal de Servicios de Comunicación Audiovisual (AFSCA) tras la intervención realizada por el gobierno de Mauricio Macri, en reemplazo de Martín Sabbatella. El 4 de enero de 2016 fue nombrado como parte del directorio del Ente Nacional de Comunicaciones.

## Carrera
Realizó los estudios secundarios en el Colegio Champagnat. Es un abogado egresado de la Universidad Católica Argentina (UCA) Pertenece al partido Propuesta Republicana (PRO), participó en la Fundación Pensar de Mauricio Macri.
Se desempeñó como Legislador de la Ciudad de Buenos Aires por el partido PRO en reemplazo de Enzo Pagani (que había renunciado para integrar el Consejo de la Magistratura porteño), entre mediados de octubre y principios de diciembre de 2015. Había ocupado el 21.er lugar en la lista de candidatos a legisladores en las elecciones de 2011.
Anteriormente, se había desempeñado en la Secretaría General del Gobierno de la Ciudad de Buenos Aires. Simultáneamente desempeñó en la Corporación Buenos Aires Sur SE, donde se originaron gastos por 100 millones de pesos en la urbanización de Los Piletones, donde vecinos denunciaron que el pavimento que colocado fue de mala calidad, los desagües colapsan y las calles se inundan, entre otras irregularidades. La Asociación Civil por la Igualdad y la Justicia (ACIJ) elaboró un informe en que señala que en Los Piletones detectaron que «muchas de las cámaras cloacales fueron realizadas con materiales que no soportan el paso de los autos por las calles, generando que se quiebren y dejen al descubierto peligrosos y profundos pozos».

### Interventor del AFSCA
El 23 de diciembre de 2015, el flamante presidente Mauricio Macri dispuso intervenir la Autoridad Federal de Servicios de Comunicación Audiovisual (AFSCA). El ministro de Comunicaciones, Oscar Aguad, dio a conocer la medida mediante una conferencia de prensa y justificó la medida diciendo que las autoridades de la AFSCA habían cometido un acto de «rebelión» y que su presidente Martín Sabbatella era un «militante político».De esta manera justificó su decisión de reemplazarlo provisoriamente por otro militante, Agustín Garzón, integrante de Jóvenes PRO. Una semana después se modificó la Ley 26522, disponiéndose la fusión de la AFSCA y la AFTIC en la Ente Nacional de Comunicaciones, que quedó a cargo de Miguel de Godoy. Garzón ocupó un lugar en el directorio junto a Heber Martínez y Alejandro Pereyra, también en modo provisorio hasta que la legisladora porteña Silvana Giudici pudo presentar la renuncia a su banca al comienzo de las sesiones ordinarias de la Legislatura y ocupar ese lugar.

## Denuncias penales
Los decretos de intervención del AFSCA y de designación de Garzón generaron varias presentaciones judiciales, una de las cuales culminó con un fallo judicial que intentaba suspender dichas decisiones, mediante una medida cautelar. Esta medida fue desconocida por el gobierno por considerar que no emanaba de una autoridad competente -el mismo juez Arias en la resolución se declaraba incompetente y remitía la causa al juzgado federal-  y, menos de una semana después, un nuevo fallo judicial lo revocó y dejó sin efecto la medida cautelar.
Durante los seis días transcurridos entre ambos fallos, Garzón fue denunciado por tomar decisiones administrativas en el organismo a pesar de la restricción impuesta por el juez Arias. Entre esas medidas estaban: impedir el ingreso de funcionarios a la sede de AFSCA con la asistencia de la Comisaría 3° de la Policía Federal Argentina y la posible alteración de la fecha en la que fue firmado el citado decreto 267/15.  Todas las denuncias fueron archivadas después de que la Justicia confirmara ambos decretos.[cita requerida]

## Vida personal
En cuanto a su vida personal, está casado y tiene tres hijos.